# Cotton Edmunds
Cotton Edmunds – wieś w Anglii, w hrabstwie ceremonialnym Cheshire, w dystrykcie (unitary authority) Cheshire West and Chester. Leży 6 km na wschód od miasta Chester i 261 km na północny zachód od Londynu. W 2001 miejscowość liczyła 25 mieszkańców.